# Kreismuseum Bad Liebenwerda
Das Kreismuseum Bad Liebenwerda beherbergt die Heimatgeschichte der gleichnamigen Kurstadt Bad Liebenwerda im Landkreis Elbe-Elster im Bundesland Brandenburg. Es ist Mitglied im Museumsverband des Landes Brandenburg e. V.

## Lage und Architektur
Das Museum befindet sich am Burgplatz 2 in unmittelbarer Nähe des Lubwartturms. Das zweigeschossige Gebäude ist mit einem schlichten, weißen Putz versehen und steht unter Denkmalschutz. An der Frontseite befinden sich im linken Teil des Gebäudes in jedem Stockwerk zwei kleine, quadratische Sprossenfenster, die Licht in den Hausflur lassen. Der Zugang erfolgt über eine bogenförmige Tür, über die zwei größere, rechteckige Fenster verbaut wurden. Diese Form wird in je zwei weiteren Fenstern rechts des Eingangs aufgenommen. Die profilierte Form der Fenster wird durch braune Gewände betont. Das Satteldach ist mit rotem Biberschwanz gedeckt. In die Rückseite des Gebäudes ist ein Teil der mittelalterlichen Burgmauer aus Bruchsteinmauerwerk integriert. Die Spitzbogentür stammt aus der Zeit um 1400.

## Geschichte
Das genaue Baudatum des Gebäudes ist nicht bekannt. Es wurde im Zuge des Ausbaus der Burg Liebenwerda errichtet und diente einst dem Gefolge des Kurfürsten als Wohnhaus. Bei einem Schlossbrand im Jahr 1733 wurde auch dieses Bauwerk zerstört, jedoch im Jahr 1760 wieder aufgebaut. Im 19. Jahrhundert diente es als privat genutztes Wohnhaus mit einer angeschlossenen Schnapsbrennerei. Um 1900 nutzte die Landesbank Anhalt-Dessau das Gebäude. In den Jahren 1953 und 1954 eröffnete die Stadt erstmals ein Kreismuseum; seinerzeit noch in der Dresdner Straße 15. 
1976 begann das Museum unter Direktor Georg Kuhlins mit der Herausgabe der Liebenwerdaer Museumshefte.
1994 zog das Museum in das Gebäude am Burgplatz 2 um. 1997 kam die Marionettentheatersammlung von Karl Gierhold hinzu. Die Museumsleitung vergrößerte daher die Ausstellungsfläche und richtete eine neue Dauerausstellung mit dem Titel Von der Schusterahle zum Marionettenzwirn ein. 2005 gestalteten Paul Böckelmann und E.R.N.A. die Dauerausstellung um.

## Ausstellung

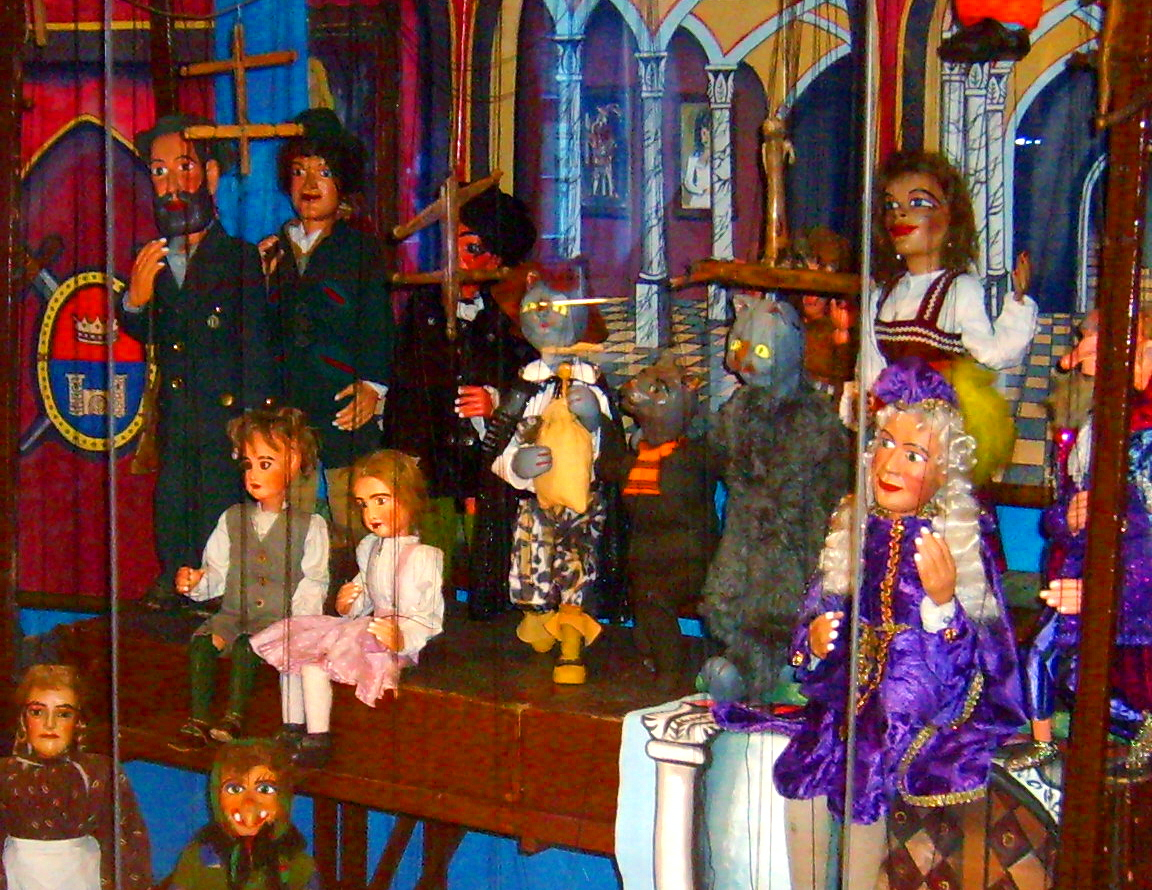
Marionettentheatersammlung Bad Liebenwerda

Seit dem Frühjahr 1994 ist in dem Gebäude eine Ausstellung zur Bad Liebenwerdaer Heimatgeschichte zu sehen. Sie umfasst die Ur- und Frühgeschichte der Region sowie typische Handwerks- und Volkskunst. Je ein weiterer Raum zeigt eine regionale Küche und ein Wohnzimmer aus den 1920er Jahren. Daneben ist die Stadt- und Kreisgeschichte dokumentiert.
Ein weiterer Themenschwerpunkt gilt den Gebrüdern Graun. Sie wurden im benachbarten Wahrenbrück geboren und arbeiteten im 18. Jahrhundert als Komponisten. Sie gehörten zu den Hauptvertretern der Ersten Berliner Liederschule und wirkten am Hof Friedrich II. mit.
Das Elbe-Elster-Land gilt als die Wiege des mitteldeutschen Wandermarionettentheaters. Im Mittelalter zogen Puppenspieler mit ihren Wagen von der Region aus nach Sachsen und in die Mark Brandenburg. Eine Sonderausstellung zeigt daher unterschiedlichste Marionetten. Vom Museum gehen Bestrebungen aus, eine eigene Schattenspielbühne einzurichten. Einmal im Jahr findet ein Internationales Puppentheaterfestival statt.

## Regelmäßige Veranstaltungen
- Internationales Puppentheaterfestival im Elbe-Elster-Land